# Тымырей
Тымырей — деревня в Боханском районе Иркутской области России. Входит в состав муниципального образования Казачье. Находится примерно в 146 км к западу от районного центра.

## Население
По данным Всероссийской переписи, в 2010 году в деревне проживало 57 человек (25 мужчин и 32 женщины).